# K6리그
K6리그(K6 League)는 대한민국의 광역단위(특별시/광역시/도) 단위의 아마추어 축구 대회이자 대한민국 축구 리그 시스템 중 6부 리그이다.

## 역사
2018년 시즌에 '디비전6리그'(Division-6 League)라는 명칭으로 시작되었고 26개 지역으로 나눠 총 174개 선수단이 참가했다. 2019년 시즌에는 'K6리그'라는 명칭으로 변경되고 30개 지역에서 총 190개 선수단이 참가했고 2020년 시즌이 코로나 19의 여파로 K3,K4리그와 동일한 개막일에 개막하였다. 

## 리그 구성
| 권역           | 리그        |
| -------------- | ----------- |
| 강원도         | K6리그 강원 |
| 경기도         | K6리그 경기 |
| 경상남도       | K6리그 경남 |
| 경상북도       | K6리그 경북 |
| 광주광역시     | K6리그 광주 |
| 대구광역시     | K6리그 대구 |
| 대전광역시     | K6리그 대전 |
| 부산광역시     | K6리그 부산 |
| 서울특별시     | K6리그 서울 |
| 세종특별자치시 | K6리그 세종 |
| 울산           | K6리그 울산 |
| 인천광역시     | K6리그 인천 |
| 전라남도       | K6리그 전남 |
| 전라북도       | K6리그 전북 |
| 제주특별자치도 | K6리그 제주 |
| 충청남도       | K6리그 충남 |
| 충청북도       | K6리그 충북 |

## 같이 보기
| 대한민국 축구 리그 시스템 - 1부 K리그1 - 2부 K리그2 - 3부 K3리그 - 4부 K4리그 - 5부 K5리그 - 6부 K6리그 - 7부 K7리그 | 대한축구협회 주관 리그전 - 전국 K3리그 (어드밴스 ･ 베이직) - 지역 K5리그 ･ K6리그 ･ K7리그 주요 컵 대회 - 전국선수권 대한민국 FA컵 | 디비전6리그 관련 항목 - 전국체육대회 |